# AIMAll
AIMAll 是由 Todd A. Keith 开发的用于进行AIM计算化学分析的跨平台软件。它同时提供了一个图形界面，能将有效电荷、键径等信息可视化。该软件以其它量子化学软件计算得出的波函数为基础，以波函数文件（wfn 或 wfx 格式）为输入文件。该软件同时提供了一个小程序，用于将GAUSSIAN的格式化检查点文件（fchk文件）转换为 wfn 和 wfx 格式。它支持大部分的从头计算法和密度泛函理论得到的波函数，并且在输入文件正确配置的前提下支持赝势。
AIMAll 标准版是免费的，但是需要注册。另有 AIMAll 专业版，需要付费获得许可。